# Kazaško višavje
Kazaško višavje (kazaško Сарыарқа, latinizirano: Sarjarka, dob. 'Rumeni greben', izgovorjava [sɑˌrə(ʔ)ɑrˈqɑ]) je velika peneplenska tvorba, ki se razprostira po osrednjih in vzhodnih regijah Kazahstana.
Administrativno se Kazaško višavje razteza čez regije Vzhodni Kazahstan, Pavlodar, Akmola, Ulitau in Karaganda. Več pomembnih mest, vključno z glavnim mestom države, Astana, leži v višavju. Na severu so velika nahajališča premoga, na jugu pa bakra.

## Geografija
Kazaško višavje je omejeno z Zahodnosibirsko nižino na severu, dolino reke Irtiš na severovzhodu, Balhaško-Alakolsko kotlino na jugu in jugovzhodu, Turansko nižavje na jugozahodu in Turgajsko kotlino na zahodu.
Reke, kot so Išim, Sileti, Sarisu, Nura, Kulanotpes, Aščisu, Tundik in Uli-Žilanšik, izvirajo v gorah. Jezero Tengiz leži v intermontanski kotlini gorovja in je največje na tem območju. Jezera Kokšetau so pomembna turistična atrakcija.

### Gorske verige
Višavja vključujejo gorske verige zmerne nadmorske višine, ločene z dvignjenimi ravnimi medgorskimi kotlinami. Glavni so:
- Kizilarai, najvišja točka Aksoran, 1565 m
- Karkarali, najvišja točka Zhirensakal, 1403 m
- Kokšetau, podobmočje gorja
  - masiv Kokšetau], najvišja točka Kokše, 947 m
- pogorje Kent, najvišja točka Kent, 1469 m
- Pogorje Bajanaul, najvišja točka Akbet, 1022 m
- Ulitau, najvišja točka Akmešit, 1131 m
- Kiziltas, najvišja točka Kušoki, 1283 m
- Degelen, najvišja točka 1084 m
- Čingiztau, najvišja točka Kosoba, 1304 m
- Bektauata, najvišja točka 1213 m
- Ku, najvišja točka 1356 m
- pogorje Bakti, najvišja točka Aktau 1176 m
- Miržik, najvišja točka Jegibai 970 m
- Khankašti, najvišja točka 1220 m
- Semizughi, najvišja točka 1049 m
- Kiziltau, najvišja točka Aulije, 1055 m
- Kešubai, najvišja točka 1368 m
- Bugili, najvišja točka Burkit, 1187 m

## Ekologija
Deli Kazaškega višavja so vključeni v območje svetovne dediščine Sarjarka – stepa in jezera severnega Kazahstana. Spada v ekoregijo palearktičnih zmernih travišč, savan in grmičevja bioma zmernih travišč, savan in grmičevja. Narodni park Karkarali, Narodni park Kokšetau, Narodni park Burabaj in Narodni park Bajanaul so zavarovana območja v višavju. Redke vrste, kot je azijski gepard ((Acinonyx jubatus venaticus)), morda še vedno živijo v regiji.